# Lista över småplaneter (2501–3000)
Detta är en lista över numrerade småplaneter, nummer 2501–3000.
|     | 2500           | 2600           | 2700            | 2800           | 2900         |
| --- | -------------- | -------------- | --------------- | -------------- | ------------ |
| 1   | Lohja          | Bologna        | Cherson         | Huygens        | Bagehot      |
| 2   | Nummela        | Moore          | Batrakov        | Weisell        | Westerlund   |
| 3   | Liaoning       | Taylor         | Rodari          | Vilho          | Zhuhai       |
| 4   | Gaviola        | Marshak        | Julian Loewe    | Yrjö           | Millman      |
| 5   | Hebei          | Sahade         | Wu              | Kalle          | Plaskett     |
| 6   | Pirogov        | Odessa         | Borovský        | Graz           | Caltech      |
| 7   | Bobone         | Yakutia        | Ueferji         | Karl Marx      | Nekrasov     |
| 8   | Alupka         | Seneca         | Burns           | Belgrano       | Shimoyama    |
| 9   | Chukotka       | Kiril-Metodi   | Sagan           | Vernadskij     | Hoshi-no-ie  |
| 10  | Shandong       | Tuva           | Veverka         | Lev Tolstoj    | Yoshkar-Ola  |
| 11  | Patterson      | Boyce          | Aleksandrov     | Střemchoví     | Miahelena    |
| 12  | Tavastia       | Kathryn        | Keaton          | Scaltriti      | Lapalma      |
| 13  | Baetslé        | Plzeň          | Luxembourg      | Zappalà        | Horta        |
| 14  | Taiyuan        | Torrence       | Matti           | Vieira         | Glärnisch    |
| 15  | Gansu          | Saito          | Mielikki        | Soma           | Moskvina     |
| 16  | Roman          | Lesya          | Tuulikki        | Pien           | Voronveliya  |
| 17  | Orma           | Jiangxi        | Tellervo        | Perec          | Sawyer Hogg  |
| 18  | Rutllant       | Coonabarabran  | Handley         | Juvenalis      | Salazar      |
| 19  | Annagerman     | Skalnaté Pleso | Suzhou          | Ensor          | Dali         |
| 20  | Novorossijsk   | Santana        | Pyotr Pervyj    | Iisalmi        | Automedon    |
| 21  | Heidi          | Goto           | Vsekhsvyatskij  | Slávka         | Sophocles    |
| 22  | Triglav        | Bolzano        | Abalakin        | Sacajawea      | Dikanʹka     |
| 23  | Ryba           | Zech           | Gorshkov        | van der Laan   | Schuyler     |
| 24  | Budovicium     | Samitchell     | Orlov           | Franke         | Mitake-mura  |
| 25  | O'Steen        | Jack London    | David Bender    | Crosby         | Beatty       |
| 26  | Alisary        | Belnika        | Kotelnikov      | Ahti           | Caldeira     |
| 27  | Gregory        | Churyumov      | Paton           | Vellamo        | Alamosa      |
| 28  | Mohler         | Kopal          | Yatskiv         | Iku-Turso      | Epstein      |
| 29  | Rockwell Kent  | Rudra          | Urumqi          | Bobhope        | Harris       |
| 30  | Shipka         | Hermod         | Barks           | Greenwich      | Euripides    |
| 31  | Cambridge      | Zhejiang       | Cucula          | Stevin         | Mayakovsky   |
| 32  | Sutton         | Guizhou        | Witt            | Lada           | Kempchinsky  |
| 33  | Fechtig        | Bishop         | Hamina          | Radishchev     | Amber        |
| 34  | Houzeau        | James Bradley  | Hašek           | Christy Carol  | Aristophanes |
| 35  | Hämeenlinna    | Huggins        | Ellen           | Ryoma          | Naerum       |
| 36  | Kozyrev        | Lassell        | Ops             | Sobolev        | Nechvíle     |
| 37  | Gilmore        | Bobrovnikoff   | Kotka           | Griboedov      | Gibbs        |
| 38  | Vanderlinden   | Gadolin        | Viracocha       | Takase         | Hopi         |
| 39  | Ningxia        | Planman        | Taguacipa       | Annette        | Coconino     |
| 40  | Blok           | Hällström      | Tsoj            | Kallavesi      | Bacon        |
| 41  | Edebono        | Lipschutz      | Valdivia        | Puijo          | Alden        |
| 42  | Calpurnia      | Vésale         | Gibson          | Unsöld         | Cordie       |
| 43  | Machado        | Bernhard       | Chengdu         | Yeti           | Heinrich     |
| 44  | Gubarev        | Victor Jara    | Birgitta        | Hess           | Peyo         |
| 45  | Verbiest       | Daphne Plane   | San Martin      | Franklinken    | Zanstra      |
| 46  | Libitina       | Abetti         | Hissao          | Ylppö          | Muchachos    |
| 47  | Hubei          | Sova           | Český Krumlov   | Parvati        | Kippenhahn   |
| 48  | Leloir         | Owa            | Patrick Gene    | ASP            | Amosov       |
| 49  | Baker          | Oongaq         | Walterhorn      | Shklovskij     | Kaverznev    |
| 50  | Houssay        | Elinor         | Loviisa         | Mozhaiskij     | Rousseau     |
| 51  | Decabrina      | Karen          | Campbell        | Harbin         | Perepadin    |
| 52  | Remek          | Yabuuti        | Wu Chien-Shiung | Declercq       | Lilliputia   |
| 53  | Viljev         | Principia      | Duncan          | Harvill        | Vysheslavia  |
| 54  | Skiff          | Ristenpart     | Efimov          | Rawson         | Delsemme     |
| 55  | Thomas         | Guangxi        | Avicenna        | Bastian        | Newburn      |
| 56  | Louise         | Evenkia        | Dzhangar        | Röser          | Yeomans      |
| 57  | Putnam         | Bashkiria      | Crisser         | NOT            | Tatsuo       |
| 58  | Viv            | Gingerich      | Cordelia        | Carlosporter   | Arpetito     |
| 59  | Svoboda        | Millis         | Idomeneus       | Paganini       | Scholl       |
| 60  | Siegma         | Wasserman      | Kacha           | Pasacentennium | Ohtaki       |
| 61  | Margolin       | Bydžovský      | Eddington       | Lambrecht      | Katsurahama  |
| 62  | Chaliapin      | Kandinsky      | Fowler          | Vavilov        | Otto         |
| 63  | Boyarchuk      | Miltiades      | Jeans           | Ben Mayer      | Chen Jiageng |
| 64  | Kayala         | Everhart       | Moeller         | Soderblom      | Jaschek      |
| 65  | Grögler        | Schrutka       | Dinant          | Laurel         | Surikov      |
| 66  | Kirghizia      | Gramme         | Leeuwenhoek     | Hardy          | Korsunia     |
| 67  | Elba           | Oikawa         | Takenouchi      | Šteins         | Vladisvyat   |
| 68  | Maksutov       | Tataria        | Gorky           | Upupa          | Iliya        |
| 69  | Madeline       | Shostakovich   | Mendeleev       | Nepryadva      | Mikula       |
| 70  | Porphyro       | Chuvashia      | Tsvet           | Haupt          | Pestalozzi   |
| 71  | Geisei         | Abkhazia       | Polzunov        | Schober        | Mohr         |
| 72  | Annschnell     | Písek          | Dugan           | Gentelec       | Niilo        |
| 73  | Hannu Olavi    | Lossignol      | Brooks          | Binzel         | Paola        |
| 74  | Ladoga         | Pandarus       | Tenojoki        | Jim Young      | Holden       |
| 75  | Bulgaria       | Tolkien        | Odishaw         | Lagerkvist     | Spahr        |
| 76  | Yesenin        | Aarhus         | Baikal          | Aeschylus      | Lautaro      |
| 77  | Litva          | Joan           | Shukshin        | Likhachev      | Chivilikhin  |
| 78  | Saint-Exupéry  | Aavasaksa      | Tangshan        | Panacea        | Roudebush    |
| 79  | Spartacus      | Kittisvaara    | Mary            | Shimizu        | Murmansk     |
| 80  | Smilevskia     | Mateo          | Monnig          | Nihondaira     | Cameron      |
| 81  | Radegast       | Ostrovskij     | Kleczek         | Meiden         | Chagall      |
| 82  | Harimaya-Bashi | Soromundi      | Leonidas        | Tedesco        | Muriel       |
| 83  | Fatyanov       | Brian          | Chernyshevskij  | Barabashov     | Poltava      |
| 84  | Turkmenia      | Douglas        | Domeyko         | Reddish        | Chaucer      |
| 85  | Irpedina       | Masursky       | Sedov           | Palva          | Shakespeare  |
| 86  | Matson         | Linda Susan    | Grinevia        | Tinkaping      | Mrinalini    |
| 87  | Gardner        | Tortali        | Tovarishch      | Krinov         | Sarabhai     |
| 88  | Flavia         | Halley         | Andenne         | Hodgson        | Korhonen     |
| 89  | Daniel         | Bruxelles      | Foshan          | Brno           | Imago        |
| 90  | Mourão         | Ristiina       | Needham         | Vilyujsk       | Trimberger   |
| 91  | Dworetsky      | Sersic         | Paradise        | McGetchin      | Bilbo        |
| 92  | Hunan          | Chkalov        | Ponomarev       | Filipenko      | Vondel       |
| 93  | Buryatia       | Yan'an         | Valdaj          | Peiroos        | Wendy        |
| 94  | Acamas         | Pino Torinese  | Kulik           | Kakhovka       | Flynn        |
| 95  | Gudiachvili    | Christabel     | Lepage          | Memnon         | Taratuta     |
| 96  | Vainu Bappu    | Magion         | Kron            | Preiss         | Bowman       |
| 97  | Arthur         | Albina         | Teucer          | Ole Römer      | Cabrera      |
| 98  | Merlin         | Azerbajdzhan   | Vergilius       | Neuvo          | Berendeya    |
| 99  | Veselí         | Kalinin        | Justus          | Runrun Shaw    | Dante        |
| 100 | Lumme          | Baikonur       | Ovidius         | Luboš Perek    | Leonardo     |
|     | 2600           | 2700           | 2800            | 2900           | 3000         |